# Сан-Жуанинью (Санта-Комба-Дан)
Сан-Жуанинью (порт. São Joaninho) — район (фрегезия) в Португалии, входит в округ Визеу. Является составной частью муниципалитета Санта-Комба-Дан. Находится в составе крупной городской агломерации Большое Визеу. По старому административному делению входил в провинцию Бейра-Алта. Входит в экономико-статистический субрегион Дан-Лафойнш, который входит в Центральный регион. Население составляет 1184 человека на 2001 год. Занимает площадь 8,66 км².